# Île Longue (Morbihan)
Pour les articles homonymes, voir Île Longue.
L’île Longue (Enez er C'halvez ou Enez Hir en breton) est une île du golfe du Morbihan, située sur la commune de Larmor-Baden, dans le département du Morbihan, en Bretagne. Elle se trouve peu après l'entrée du golfe en arrivant du large.

## Toponymie
En breton, l'île se nomme Enez er c'halvez, soit « l'île du Charpentier ». Iniss-Hir apparait parfois dans la littérature. Elle doit son nom à sa forme allongée : 1 200 mètres de long pour 400 mètres de large. 

## Histoire
L'île a été occupée dès le Néolithique, comme l'atteste l'existence à la pointe sud de l'île d'un cairn, mais d'un type différent de celui visible sur l'île voisine de Gavrinis.
Ce cairn est conçu de manière originale par rapport aux autres de la région : les menhirs qui servent de supports au couloir ne sont pas jointifs, mais réunis par des parois formées de petites pierres. La chambre n'est pas couverte d'une table formée de gros blocs mais est surmontée d'un dôme réalisé en encorbellement avec des pierres sèches formant une fausse coupole. Ce cairn est aussi original en raison des représentations d'idoles qui ornent certaines de ses pierres. L'historien Yannick Rollando voit dans ces sculptures « une déesse aux belles épaules », mais ce n'est là qu'une hypothèse.
Vers 1900, la moitié nord de l'île était encore cultivée, partagée entre plusieurs dizaines de propriétaires habitant presque tous sur le continent. Selon Victor-Eugène Ardouin-Dumazet, une ferme avait toutefois été construite à la fin du XIXe siècle, ainsi qu'un manoir de style néogothique. la moitié sud de l'île appartenait alors à Arthur Dillon, et fut ensuite propriété d'Anne de Rochechouart de Mortemart, qui ont tous les deux successivement possédé l'île de Berder. Un nouveau manoir y a été construit au début de la décennie 1950 par son propriétaire d'alors.
Victor-Eugène Ardouin-Dumazet décrit « la côte abrupte de l'île Longue, à l'extrémité de laquelle un amas de pierres m'est désigné comme un autre tumulus semblable à celui de Gavrinis. Ces débris ont été fouillés sans résultat [il écrit avant les fouilles de Zacharie Le Rouzic]. Au pied de ce monument préhistorique, le courant de marée a des violences de bête hargneuse, des soubresauts, des remous (...) ».

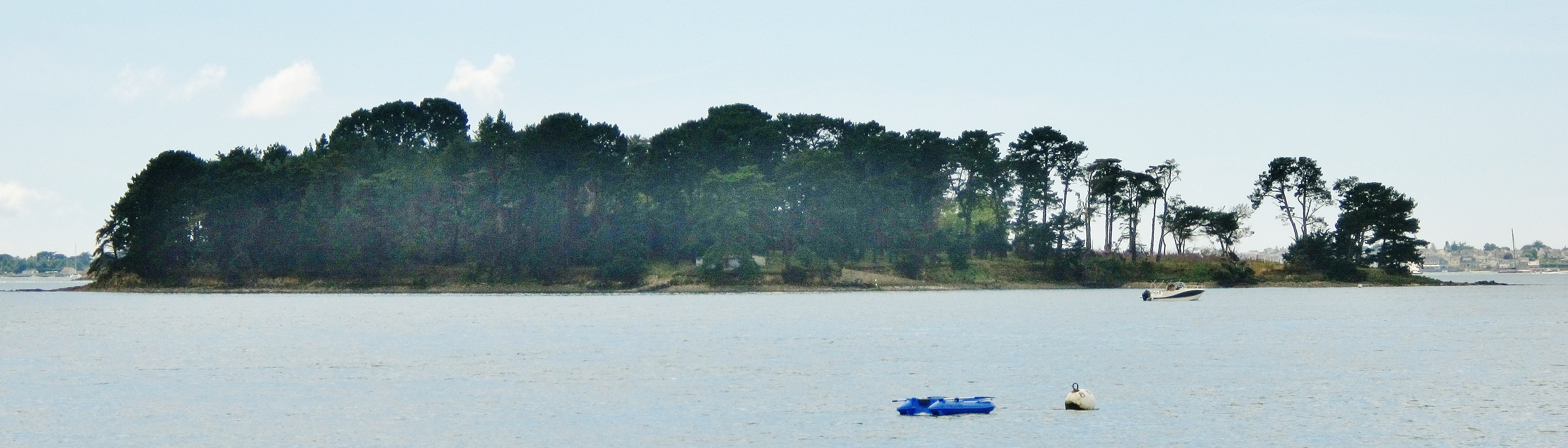
L'île Longue (Morbihan) vue de la Pointe du Berchis.

## Site de mouillage et de plongée
L'Île Longue, propriété privée (elle appartient à un descendant du général vendéen François Lyrot), est fermée au public.
Un arrêté d’interdiction de mouillage sur l’île Longue a été pris par la Préfecture maritime (Arrêté 2006/97 du 20 décembre 2006) :
- Article 1er : le mouillage forain est interdit dans la zone de cantonnement de pêche, créée dans le golfe du Morbihan au sud de l’île Longue dont la délimitation est précisée au paragraphe un de l’annexe au présent arrêté.
- Article 2 : le mouillage sur corps-morts est interdit sauf sur les quatre corps-morts collectifs dont l’autorisation d’occupation temporaire du domaine public maritime a été délivrée au profit du syndicat intercommunal d’aménagement du golfe du Morbihan et dont les positions géographiques sont précisées au paragraphe deux de l’annexe au présent arrêté[7].

Plus de la moitié des plongées sous-marines dans le golfe du Morbihan (15000 plongées/an) se font sur le site des Gorets « les Gorets », situé à l'ouest de la pointe sud de l'île (l'est possède un autre site d'immersion, la « Cale »).